# 永田铁山
永田铁山（日语：／ Tetsuzan Nagata，1884年1月14日—1935年8月12日），日本帝国陆军军人，日本陆军中统制派的核心人物之一，致力於推動陸軍的現代化，作為包括：大力提倡國家總動員以使日本能進行現代總體戰、領導軍部和革新官僚、財政界結合，擴大陸軍影響力以及協助關東軍、控制日本對華政策，使中日雙方衝突與日俱增。永田最終因日本陆军内部统制派和皇道派的纷争，於1935年8月12日相泽事件中被杀，追晋陆军中將。

## 生平
1884年1月14日永田铁山出生于日本长野县諏訪郡上諏訪町的富裕醫生家庭，為郡立高島医院院长永田志解理的第三子，上有同父異母的三個兄長和一個姊姊，下有同母的兩個弟弟與兩個妹妹。永田從小即具俠義精神，但在校成績平平，直到國小四年級受父親臨終遺言所鼓勵，開始奮發向上才成為成績優異的學生。1895年，永田父親去世，家道隨之中落，全家只得搬到東京，而永田也因此被託付給同父異母的軍職兄長永田十寸穗照顧。十寸穗當時官拜陸軍中尉，在陸軍中央幼年學校擔任隊長。永田在兄長的影響下也選擇了從軍，於1898年成為陸軍地方幼年學校第二期生。三年後畢業，再進入陸軍中央幼年學校受訓兩年。
1903年6月，永田以军官候补生身份被分發到步兵第3联队，於同年12月進入陆军士官学校就讀。1904年10月，永田以16期首席生身份毕业，獲得天皇賞和「恩賜銀錶」，同期畢業者還包括小畑敏四郎、岡村寧次、土肥原賢二、板垣征四郎、安藤利吉、磯谷廉介，他与小畑敏四郎、冈村宁次被教官们公认为陆士第16期最優秀的“陆军三羽乌”。毕业后繼續服務一星期，被授予步兵少尉军衔。1906年，永田奉調朝鮮，次年春再調回日本本土，服役於高田連隊。1908年底，永田考入陆军大学校，成為第23期生，並在校內持續保持著優異成績。1910年11月，永田以次席身份毕业（首席毕业生為梅津美治郎），被授予天皇恩赐的军刀（授予恩赐军刀的毕业生俗称“军刀组”）。
自陸軍大學校畢業後，永田先是回到高田連隊服務，之後被提拔調至教育總監部第一課，負責為當時教育還未成條例規範的日本陸軍制定「教育令」的起草工作，也因此被派至歐洲先進國家見習。1913年，永田以軍事研究員的名義派駐於德國。1914年8月，德國對俄國宣戰，起先永田暗自慶幸，認為可藉此機會就近觀察戰事發展，但當獲悉日本也向德國宣戰後，便丟下行李隻身從德國逃到荷蘭，再轉至英國。1915年7月，永田奉命擔任駐丹麦軍事研究員，但因為該國受到德國的壓力，永田僅停留兩週便離開，轉而駐進瑞典。永田從歐洲的戰爭得知未來「總體戰」乃國家以國力全面的較量，因此在回國後以「教育總監部附」的身份於陸軍省臨時軍事調查委員會擔任委員，同時盡可能地收集情報、深入研究調查，於1920年第三次被派至歐洲前發表了一篇「有關國家總動員之意見」的論文，極力主張日本應將醫農工商各行各業編入國家總動員的體制下。
1921年6月任驻瑞士大使馆武官。1921年10月，在德国考察时，永田铁山与陸士同期的小畑敏四郎、冈村宁次，以及陸士17期的东条英机，在德国南部巴登-巴登，结成以改革陆军时弊为目标的“巴登巴登密约”，目的是去除陆军薩長派阀，实行“军主政从”，建立总体战总动员体制。当时，新一代军人对山县有朋等元老军人把持军队和日军的落后现状感到十分不满。他们回国后，接触更多少壮军官，主要是来自陆士15~18期生组成名为“二叶会”的小团体。永田铁山后来成为少壮军官组织“一夕会”的发起人。
1923年，永田回到日本进入教育总监部任第一課高級课员。1924年，永田升任陸軍省軍事課高級課員。永田1926年陆军省整备局设置动员课，永田铁山任初代课长，负责规划日本的全国动员战略，以使日本在紧急状况时可以动员军用和民用力量，满足总体战的需要。1927年3月晋升大佐。1928年辞去动员课长，任麻布步兵第3联队长。1930年8月陆军省陆军大臣南次郎陆军大将任内担任军事课长。
1932年晋升陆军少将，任参謀本部第2部长。永田铁山是研究德国军备的专家，是日本陆军内部统制派的核心人物，永田铁山思维清晰，被誉为日本军中「第一大脑」，有「永田之前无永田，永田之后无永田」的说法。但是，永田铁山的观念招致了日本陆军中更激进的皇道派的强烈敌意，他们指责永田铁山与财阀互相勾结。1933年6月，召开陆军全体幕僚会议，永田因围绕对苏联、中国的战争准备方面与时任参謀本部第3部长的小畑敏四郎严重对立，遭时任陆军大臣、皇道派“首领”人物荒木贞夫的驳斥，这是日本陆军内部皇道派和统制派纷争的开始。在1933年从参謀本部去职，任步兵第1旅团长。
1934年1月荒木贞夫辞去陆军大臣，由支持统制派的林铣十郎继任，1934年3月永田铁山就任陆军省军务局长，借助人事调整打击皇道派。1935年8月12日，永田铁山在相泽事件中被傾向皇道派的相泽三郎中佐持刀在办公室杀死。永田铁山死后被追晋为陆军中将，相泽三郎被判處枪决。永田铁山被刺杀後，東條英機繼任為統制派領袖，此時统制派和皇道派的矛盾已更加激化，1936年2月26日倾向皇道派的青年军官们发动二·二六事件，事件被平定后皇道派军官遭到大规模的清洗，统制派确立了对日本陆军的绝对控制权。
日本陆军中将铃木贞一曾评价说，如果永田铁山没有被杀，日本军队可能会发生重大改变，而太平洋战争也可能不会爆发。

## 註腳
1. ↑  藤井志津枝（1997年），第45页
2. 1 2 3 4 5 6 7 8  藤井志津枝（1997年），第46页
3. ↑  藤井志津枝（1997年），第47页
4. 1 2  藤井志津枝（1997年），第48页
5. 1 2  藤井志津枝（1997年），第49页
6. ↑  金一南（2015年），第52页
7. ↑  Sims, Japanese Political History Since the Meiji Renovation 1868–2000
8. ↑  川田稔（2015年），第115-126页
9. ↑  日本人列伝